# Палестино
Клуб Депортиво Палестино (на испански: Club Deportivo Palestino) е чилийски професионален футболен отбор от Ла Систерна, Сантяго. Създаден е на 20 август 1920 г., двукратен шампион на страната и двукратен носител на Купата на Чили.

## История

### Началото
Отборът е създаден в южния чилийски град Осорно от група преселници от Палестина с цел участие на олимпиада за емигранти в същия град през 1920 г. Тимът играе в аматьорски първенства в продължение на над 30 години, преди през 1952 г. да добие професионален статут като един от съоснователите на чилийската втора дивизия – Примера Б. Още през първия сезон триумфира с титлата, след като завършва с равен брой точки с Рейнджърс де Талка, а шампионът е определен с допълнителен мач, в който Палестино побеждава с 4:2, като така се сдобива и с правото да участва в Примера Дивисион. През тези години отборът носи прозвището Милионерите, защото разполага с достатъчно средства за привличане на качествени играчи като някои от легендите на отбора Гийермо Диас, Роберто Кол, Марио Ортис и др. Тази политика дава резултат и през първия си сезон в елита Палестино завършва на второ място след Коло Коло. След само три сезона в Примера Дивисион, отборът печели титлата на страната през 1955 г. с десет точки преднина пред Унион Еспаньола. След това Палестино продължава участието си в елита без особен успех до 1970 г., когато изпада във втора дивизия.

### Златните години
Падението обаче е кратко и през 1972 г. тимът завършва на първо място в първенството и печели промоция за първа дивизия, а 70-те години се оказват най-успешния период в историята на клуба. През 1974 г. заема второто място в първенството само на две точки зад Уачипато, а година по-късно печели Купата на Чили, след като надиграва на финала Лота Швагер с 4:0. Същата година печели и националния квалификационен турнир за Копа Либертадорес и така през 1976 г. дебютира в най-престижния южноамерикански клубен турнир, но не успява да прескочи първата групова фаза в конкуренцията на Унион Еспаньола и уругвайските Пенярол и Насионал Монтевидео. През 1977 г. защитава спечелената Купа на Чили (през 1976 г. турнирът не се провежда) след 4:3 след продължения срещу Унион Еспаньола, а във всичките 11 мача допуска само едно равенство. Отново е спечелен и квалификационният турнир за Копа Либертадорес, но и в изданието от 1978 г. не успява да излезе от групата с Унион Еспаньола и бразилските Атлетико Минейро и Сао Пауло. За сметка на това обаче за втори път в историята си триумфира с шампионската титла на страната, която означава и директно класиране за Копа Либертадорес през 1979 г. Този път Палестино завършва на първо място в първата групова фаза пред сънародниците си от О′Хигинс и венецуелските Португеса и Депортиво Галисия, но във втората, която е и полуфинал на турнира, остава зад парагвайския Олимпия и бразилския Гуарани. Този полуфинал е най-големият успех на клуба в международните турнири. Освен тези успехи Палестино поставя и национален рекорд, неподобрен и до днешни дни, за най-много мачове без загуба за първенство – 44.

### Спорадични успехи и финансова криза
В следващите години успехите на Палестино са спорадични, но без голям триумф. През 1983 г. в турнира за Купата на Чили, чиито формат тогава представлява три групови фази, след 18 мача в група Север тимът заема третото място, в следващата фаза – второ място след шест мача в група А, а във финалната група завършва на трето място от четири отбора. Две години по-късно остава на второ място в същия турнир, този път комбинация от групова фаза и директни елиминации, след като пада на финала от Коло Коло. През 1986 г. същите два отбора завършват на първите две места в първенството с еднакъв брой точки. В допълнителния мач за излъчване на шампиона Коло Коло отново надделява. През 1988 г. е открит новия стадион на Палестино Мунисипал де Ла Систерна. Той обаче не носи късмет на тима, който финишира в дъното на класирането и изпада във втора дивизия. Отборът остава там само един сезон, в който завършва на първо място в първата шестица на група Север и въпреки че губи финала срещу първенеца в първата шестица на група Юг Универсидад де Чиле след изпълнение на дузпи, второто място в първенството е достатъчно за промоция в елита. През 90-те години липсват съществени успехи, а по-голямата част от първото десетилетие на 21 век е белязана от финансовата криза, налегнала клуба. Трансформацията на отбора в частно акционерно дружество през 2004 г. и закупуването му от група бизнесмени с арабски произход не успява да осигури нужната финансова стабилност. Въпреки че е един от отборите в първенството с най-малък бюджет, в турнира Клаусура през 2008 г. достига финал, загубен от Коло Коло с общ резултат 4:2. След като през първата половина на 2009 г. регистрира загуби в размер на 406 милиона чилийско песо (731000 долара), Палестино става третият чилийски тим след Коло Коло и Универсидад де Чиле, който излиза на фондовата борса в Сантяго. Освен това акции са предложени и на борсата в Палестина, което превръща отбора в първата западна компания на тази борса. Отборът достига до още един финал за Купата на Чили – в изданието през сезон 2014/2015, в който губи от Универсидад де Консепсион с 3:2.

### Полемика с екипите
В началото на 2014 г. еврейската общност в Чили реагира остро на новите екипи на Палестино, в които цифрата 1 на номерата на играчите е заменена с подобно на нея изглеждащото стилизирано изображение на Палестина отпреди създаването на израелската държава. Това разпалва остра дискусия между еврейската и палестинската общност в страната, но и в чужбина. Герардо Городишер, президент на еврейската общост в Чили, заявява: „Знаем, че ФИФА забранява подобни действия. Недопустими са подобни политически асоциации, езикът на омразата и конфликтите от Близкия изток да се вкарват в спортните среди.“ Международни органиции като Симон Визентал Център обвинява отбора в „подстрекаване към тероризъм“. Палестинската общност от своя страна заявява: „Ние отхвърляме лицемерието на онези, които обвиняват тази карта, но те говорят за окупираната територия като спорна територия.“ Отборът на Палестино обявява официалната си позиция в своя официален профил във Фейсбук: „Палестино и неговите символи съществуват в Чили от 1920 г., 28 години преди създаването на държавата Израел в Палестина. Възмутени сме от лицемерието на евреите, които говорят за спортна територия и в същото време подкепят нелегалното заселване и строежа на разделящата стена. За нас, свободна Палестина винаги ще означава не по-малко от Палестина в нейните исторически граници.“ Първото официално оплакване пред Чилийската футболна федерация идва от страна на президента на Нюбленсе Патрик Киблиски, който е от еврейски произход. Федерацията глобява Палестино с около 1300 щатски долара заради трите мача, в които тимът играе с тези екипи и го задължава занапред да използва само цифри в номерата на играчите. Президентът на Палестино Фернандо Агуаг заявява, че няма да оспорва глобата и няма да използва картата вместо цифрата 1, но тъй като решението на федерацията не забранява употребата на картата на Палестина като цяло, екипите ще получат нов дизайн, възползвайки се от свободата да използват символите и историческите граници на Палестина. Така картата на Палестина се появява в златист цвят и още по-големи размери на предната страна на новите екипи, а в цифрите на номерата на играчите е изобразена нейна умалена версия. Забранените фланелки добиват широка популярност и само за по-малко от месец след първата им употреба в официален мач продажбите скачат с 300%, с поръчки от цял свят, като дори след забраната официалният сайт на Палестино продължава да рекламира продажбата им. Агитките на двата чилийски тима с най-много привърженици Коло Коло и Универсидад де Чиле изразяват своята солидарност към Палестина и палестинския народ по време на мачовете срещу Палестино, издигайки транспаранти в тяхна подкрепа.

## Футболисти

### Настоящ състав
| №             | Нац.    | Играч               | Роден      | Последен отбор              |
| Вратари       | Вратари | Вратари             | Вратари    | Вратари                     |
| ------------- | ------- | ------------------- | ---------- | --------------------------- |
| 1             |         | Дарио Мело          | 24.03.1994 | Депортес Темуко             |
| 12            |         | Хосе Кесада         | 17.08.1990 | юноша на отбора             |
| 31            |         | Матиас Ерера        | 07.05.1995 | юноша на отбора             |
| 32            |         | Иван Мейроне        | 28.06.1995 | юноша на отбора             |
| Защитници     |         |                     |            |                             |
| 2             |         | Пауло Диас          | 25.08.1994 | юноша на отбора             |
| 3             |         | Херман Ланаро       | 21.03.1986 | Нуева Чикаго                |
| 4             |         | Алехандро Контрерас | 03.03.1993 | юноша на отбора             |
| 14            |         | Байрон Сааведра     | 06.07.1997 | юноша на отбора             |
| 19            |         | Хорхе Швагер        | 04.07.1983 | Унион Ла Калера             |
| 22            |         | Матиас Ескудеро     | 15.12.1988 | Нуева Чикаго                |
| 28            |         | Фелипе Кампос       | 08.11.1993 | юноша на отбора             |
| Полузащитници |         |                     |            |                             |
| 5             |         | Агустин Фариас      | 25.12.1987 | Банфийлд                    |
| 6             |         | Алехандро Маркес    | 31.10.1991 | Депортес Темуко             |
| 7             |         | Диего Росенде       | 11.02.1986 | Депортес Ла Серена          |
| 8             |         | Сесар Валенсуела    | 04.09.1992 | Кадис Б                     |
| 10            |         | Хасон Силва         | 13.02.1991 | Коло Коло                   |
| 15            |         | Леонардо Валенсия   | 21.04.1991 | Сантяго Уондърърс           |
| 17            |         | Естебан Карвахал    | 17.11.1988 | Унион Сан Фелипе (под наем) |
| 18            |         | Хосе Сагредо        | 25.02.1994 | юноша на отбора             |
| 23            |         | Матиас Видангоси    | 25.05.1987 | Унион Еспаньола             |
| 25            |         | Игнасио Аяла        |            | юноша на отбора             |
| 26            |         | Диего Торес         | 21.03.1995 | Сан Антонио Унидо           |
| 29            |         | Хонатан Кантияна    | 26.05.1992 | Сан Антонио Унидо           |
| 33            |         | Себастиан Силва     | 01.07.1997 | юноша на отбора             |
| 34            |         | Виктор Кампос       | 24.09.1997 | юноша на отбора             |
| Нападатели    |         |                     |            |                             |
| 9             |         | Ренато Рамос        | 12.02.1979 | Лота Швагер                 |
| 11            |         | Диего Чавес         | 14.02.1986 | О′Хигинс                    |
| 13            |         | Маркос Рикелме      | 01.06.1989 | Феникс                      |
| 16            |         | Фабиан Аумада       |            | юноша на отбора             |
| 21            |         | Марсело Моралес     | 14.07.1992 | юноша на отбора             |
| 27            |         | Хорхе Гуахардо      | 09.05.1994 | Депортес Валдивия           |

### Известни бивши футболисти
- Артуро Салах
- Гийермо Диас
- Даниел Морон
- Дуайт Песароси
- Ектор Тапия
- Елиас Фигероа
- Кларенс Акуня
- Леонел Санчес
- Луис Хименес
- Марио Ортис
- Оскар Фабиани
- Роберт Флорес
- Роберто Кол
- Северино Васконселос
- Фабиан Естай
- Хайме Валдес
- Хорхе да Силва

## Известни треньори
- Елиас Фигероа
- Мануел Пелегрини

## Успехи
- Примера Дивисион:
  - Шампион (2): 1955, 1978
  - Вицешампион (4): 1953, 1974, 1986, 2008 К
- Примера Б:
  - Шампион (2): 1952, 1972
  - Вицешампион (1): 1989
- Копа Чиле:
  - Носител (2): 1975, 1977
  - Финалист (2): 1985, 2014/2015

## Рекорди
- Най-голяма победа:
  - за първенство: 9:0 срещу Депортес Темуко, 1999 г.
  - в международни турнири: 6:0 срещу Португеса, 1979 г.
- Най-голяма загуба:
  - за първенство: 10:1 срещу Универсидад Католика, 1994 г.
  - в международни турнири: 3:0 срещу Олимпия, 1979 г.
- Най-много поредни мачове без загуба: 44, 1977 – 1978 г. (национален рекорд)[1]